# جيرار هولييه
جيرار هولييه (بالفرنسية: Gérard Houllier)‏ (3 سبتمبر 1947 في ثيروان) لاعب كرة قدم ومدرب فرنسي سابق. سبق له تدريب فرق باريس سان جيرمان، لنس، وليفربول وقاد الأخير لتحقيق بطولة كأس الاتحاد الأوروبي سنة 2001. ثم قاد فريق ليون لتحقيق بطولة دوري الدرجة الأولى مرتين متتاليتين حتى أعلن اعتزاله مهنة التدريب في 25 مايو 2007. وسبق له أيضا تدريب منتخب فرنسا من 1992 إلى 1993.
يعرف عن هولييه بأنه من أكثر الأشخاص دراية بعالم كرة القدم. ساعد إيمي جاكيه في حصول منتخب فرنسا على بطولة كأس العالم 1998. تم تعيين هولييه عضوا في اللجنة التقنية أثناء نهائيات بطولتي كأس العالم 2002 و2006. في يناير 2008 كان مرشحا لتولي تدريب فريق نيوكاسل يونايتد الإنجليزي ولكن تم تعيين كيفن كيغان مكانه.

## النشأة
التحق هولييه بجامعة ليل من أجل الحصول على شهادة جامعية في تخصص الأدب الإنجليزي ولكن بعد مرور سنة واحدة تعرض والده لمرض خطير أقعده عن العمل مما أجبر هولييه على ترك دراسته الصباحية والاتجاه للعمل مدرسا صباحا والدراسة مساء. جزء من إتمام شهادته الجامعية فقد تم إرساله إلى مدرسة ألسوب للغات في مدينة ليفربول الإنجليزية سنتي 1969 إلى 1970. خلال تلك الفترة حضر أول مباراة لصالح نادي ليفربول في 16 سبتمبر 1969 وكانت أمام فريق دوندالك الأيرلندي وانتهت المباراة بفوز فريق ليفربول 10/0. لقد كان هولييه يعشق لعب كرة القدم حيث كانت فرنسا ما زالت تنتقل من مرحلة الهواية إلى مرحلة الاحتراف. مع تعيينه رئيسا لقسم في مدرسة إكول نورمال داراس في سن 26 سنة فإنه قرر الاتجاه في الوقت نفسه إلى مهنة التدريب بقبول تدريب فريق لو توكويت.

## المسيرة الرياضية كمدرب
انتقل هولييه بعدها إلى نادي أراس كمدرب لفريق الناشئين ثم إلى نادي نو لو ماينز كمدرب للفريق الأول واستطاع قيادة الفريق من الدرجة الرابعة إلى الدرجة الثانية في ظرف موسمين فقط ثم انتقل إلى نادي لنس سنة 1982. استطاع قيادة فريق لنس للصعود إلى الدرجة الأولى ثم المشاركة في بطولة كأس الاتحاد الأوروبي ثم انتقل إلى نادي باريس سان جيرمان سنة 1985 وفاز معه في السنة التالية ببطولة دوري الدرجة الأولى.
في سنة 1988 تم تعيين هولييه في المركز الوطني التقني ومساعد لمدرب منتخب فرنسا آنذاك ميشيل بلاتيني. أصبح مدربا لمنتخب فرنسا بعد رحيل بلاتيني في سنة 1992 ولكن قدم استقالته في السنة التالية بسبب فشله في التأهل إلى نهائيات بطولة كأس العالم 1994. ولام هولييه لاحقا كل من لاعب الجناح دافيد جينولا الذي لم يمرر الكرة نحو المهاجم إريك كانتونا لتسجيل الأهداف. أصبح هولييه غير محبوب في فرنسا ولكنه بقي عضوا في المركز الوطني التقني. في سنة 1998 حقق منتخب فرنسا بطولة كأس العالم 1998 ومساهمات هولييه في تحقيق هذا الإنجاز كانت واضحة وتم منحه ميدالية خاصة نظيره عمله.
في سنة 1998 انضم هولييه إلى نادي ليفربول الإنجليزي ليكون مديرا فنيا مشتركا مع روي إيفانز ولكن الشراكة لم تسير على أحسن حال وقدم إيفانز استقالته بعد عدة أشهر وبالتالي تولى هولييه المسئولية الكاملة وحده.
بدأ هولييه كما وصفها خطته الخماسية لبناء الفريق بداية من سنة 1999. في ذلك الصيف قرر بيع عن بول إنس، ديفيد جايمس، جاسون مكاتير، روب جونز، توني وارنر، وستيف هارنيس بينما لم يتم تجديد عقد ستيف ماكمانامان. وفي المقابل تم التعاقد مع 7 لاعبين جدد وهم سامي هيبيا، ديتمار هامان، ستيفان هينتشوز، فلاديمير سميتشر، ساندر فيسترفيلد، وجيمي تراوري.
في سنة 2000 واصل هولييه سياسته في تغيير تشكيلة لاعبي الفريق بالتعاقد مع ماركوس بابل، نيكي بارمبي، بيغوي أرفيكساد، غريغوري فينيال، إميل هيسكي، غاري مكأليستر، إيغور بيسكان، وكريستيان تزيغه بينما تم بيع كل من فيل باب، دومينيك ماتيو، ستيف ستاونتون، براد فريدل، وستيغ إنغه بيورنيبي.
على الرغم من أن عملية بناء الفريق لم تكتمل إلا أن النتائج بدأت في الظهور اعتبارا من موسم 2000/2001 عندما حقق فريق ليفربول 3 بطولات وهي بطولة كأس رابطة الأندية الإنجليزية المحترفة، كأس الاتحاد الإنجليزي، وكأس الاتحاد الأوروبي بالإضافة إلى احتلال المركز الثالث في الدوري الإنجليزي الممتاز. وفي بداية الموسم التالي واصل فريق ليفربول حصد الألقاب بالحصول على بطولة الدرع الخيري وكأس السوبر الأوروبي على حساب فريقي مانشستر يونايتد وبايرن ميونخ الألماني على التوالي.
في أكتوبر 2001 سقط هولييه مريضا أثناء مباراة فريقه ليفربول أمام فريق ليدز يونايتد وتم إرسال هولييه على وجه السرعة إلى المستشفى وخضع لعملية جراحية استغرقت 11 ساعة في القلب. خلال غيابه حل مكانه مساعده فيل تومبسون الذي استطاع أن يقود فريق ليفربول لتحقيق الكثير من النتائج الإيجابية. عاد هولييه لتولي منصبه مجددا بعد راحة استغرقت خمسة أشهر ولكن العديد من مشجعي النادي لم يكونوا يعتقدون بأنه سيعود كما كان بسبب حالته الصحية. بداية النهاية عندما قرر استبدال الوسط المدافع هامان بالوسط المهاجم سميتشر أثناء مباراة الإياب بين فريق ليفربول وفريق باير ليفركوزن الألماني ضمن الدور الربع النهائي من بطولة دوري أبطال أوروبا لزيادة الضغط الهجومي علما بأن نتيجة المباراة كانت التعادل الإيجابي 1/1 وفريق باير ليفركوزن يحتاج إلى تسجيل هدفين آخرين من أجل ترجيح كفته والتغلب على فريق ليفربول في مجموع المباراتين وبالتالي التأهل إلى الدور النصف النهائي. ونتيجة لمركز سميتشر الهجومي فهو لم يكن يساعد خط الدفاع إلا قليلا وبالتالي استغل الفريق الألماني سوء تقدير هولييه لمجريات المباراة وسجل 4 أهداف مكنته من الفوز بالمباراة 4/2.
لو يوفق هولييه في تعاقدات صيف 2002 حيث تعاقد مع الحجي ضيوف، ساليف دياو، وبرونو شيرو من أندية لنس، سيدان، وليل مقابل 10 ملايين، 5 ملايين، و4 ملايين جنيه إسترليني على التوالي. ونتيجة لدفع هذه المبالغ الهائلة فقد فشل في التعاقد الدائم مع المهاجم الفرنسي نيكولاس أنيلكا بعدما أمضى النصف الثاني من الموسم الماضي معارا من نادي باريس سان جيرمان. وفشل هولييه في قيادة فريق ليفربول لاحتلال المركز الثاني في بطولة الدوري حيث اكتفى باحتلال المركز الخامس. واعتبرت وسائل الإعلام الرياضية الإنجليزية بأن سبب فشل هولييه الرئيسي يعود إلى عدم إيجاد البديل المناسب للراحلين ياري ليتمانين وغاري مكأليستر. في ذلك الموسم 2002/2003 قلة شعبية هولييه بين المشجعين بسبب عدم التأهل إلى بطولة دوري أبطال أوروبا، صرف مبالغ كبيرة على لاعبين سيئي المستوى، طريقة اللعب المعقدة، أسلوب اللعب غير الجميل، وضعف سياسة تشبيب الفريق. في 24 مايو 2004 قرر هولييه الرحيل عن نادي ليفربول بالاتفاق بين الطرفين.
سياسة هولييه في تشبيب الفريق تعود إلى كونه كان مدير التطوير التقني في الاتحاد الفرنسي لكرة القدم وبالتالي فقد كان مطلعا على المواهب المتواجدة على الأراضي الفرنسية. في سنة 2006 حقق منتخب فرنسا للشباب تحت 21 سنة بطولة كأس الأمم الأوروبية للشباب تحت 21 سنة وبقيادة نجوم شابة مثل أنتوني لوتاليك وفلورينت سيناما بونغولي كما أطلق وصف (زيدان القادم) على كل من بيسكان، شيرو، ولوتاليك. ولكن تبين أن المواهب الفرنسية كانت تتمتع بضعف الناحية النفسية في التأقلم على أسلوب اللعب الإنجليزي الذي يتم بالقوة البدنية كما أن المدير الفني الفرنسي لفريق آرسنال أرسين فينغر دور في خطف أفضل المواهب من الملاعب الفرنسية.
آخر لاعب تعاقد معه هولييه كان المهاجم الفرنسي جبريل سيسي الذي انتقل إلى نادي ليفربول بعد رحيل هولييه مقابل 14 مليون جنيه إسترليني والذي كان يعتقد بأنه سيكون أفضل لاعب وافد على الفريق ولكن ابتعد عن مشاركات الفريق في الموسم الأول بسبب الإصابة في الرجل. وفي موسم 2005/2006 استطاع أن يحتل المركز الثاني كأفضل هداف لصالح فريق ليفربول في مختلف البطولات حيث سجل 19 هدف من بينها 6 أهداف في بطولة دوري أبطال أوروبا، هدفين في بطولة كأس السوبر الأوروبي، 9 أهداف في بطولة الدوري الممتاز، والهدف الأول في المباراة النهائية لبطولة كأس الاتحاد الإنجليزي في مايو 2006. بعدما حدث خلاف بين سيسي والمدير الفني الإسباني رافاييل بينيتز تقرر إعارته إلى نادي مرسيليا طوال موسم 2006/2007. في 30 أغسطس 2006 غادر آخر فرنسي في نادي ليفربول فلورينت سيناما بونغولي بعقد إعارة لمدة موسم واحد إلى نادي ريكرياتيفو الإسباني.
في 29 مايو 2005 تم الإعلان عن تعيين هولييه مدربا لفريق ليون خلفا لبول لوجوين. وكان فريق ليون قد توج لتوه ببطولة دوري الدرجة الأولى الرابعة على التوالي وتعيين هولييه جاء لتحويل النجاح المحلي إلى نجاح قاري. على الرغم من استمرار سطوة ليون على مقدرات بطولة الدوري إلا أنه خسر من فريق إيه سي ميلان في الدور الربع النهائي موسم 2005/2006 بينما خسر من نادي روما الإيطالي غير الخبير بالبطولات الأوروبية في الدور الثمن النهائي في الموسم التالي. تعرض هولييه إلى صدمة بالقلب بعدما خسر فريق ليون من فريق بوردو في المباراة النهائية لبطولة كأس الدوري الفرنسي ولكنه استطاع حسم بطولة الدوري في شهر أبريل بعدما خسر مطارده فريق تولوز من فريق رين.
في 25 مايو 2007 قرر هولييه التنحي عن تدريب فريق ليون بسبب سوء العلاقة بينه وبين رئيس النادي جان ميشيل أولاس. وصرح هولييه بأنه يحتاج لبعض الراحة بعد المواقف الصعبة التي عانى منها في نادي ليون طوال موسمين.
في 25 أكتوبر 2007 صرح هولييه بأنه يرغب في العودة إلى تدريبات المنتخبات وبأنه حصل على عدة عروض لتدريب منتخبات أيرلندا، إنجلترا، وكوريا الجنوبية ولكن لم تكتمل الصفقة.

## جوائز
تم منحه ميدالية الشرف نظير خدماته الجليلة لكرة القدم الفرنسية كما حصل على وسام منظومة الشرف البريطاني بالإضافة إلى رفيق دربه فينغر نظير خدماته لكرة القدم الإنجليزية.

## روابط خارجية
- جيرار هولييه على موقع ميوزك برينز (الإنجليزية)
- جيرار هولييه على موقع قاعدة بيانات كرة القدم.إي يو (الإنجليزية)
- جيرار هولييه على موقع Soccerbase.com (مدرب) (الإنجليزية)